# Hopetoun (Wiktoria)
Hopetoun – miasto w Australii, w stanie Wiktoria.